# Ralph Tresvant
Ralph Edward Tresvant Jr. (Boston, 16 maggio 1968) è un cantante statunitense.
È conosciuto soprattutto come membro del gruppo pop/R&B New Edition.

## Discografia
Album solista
- 1990 - Ralph Tresvant
- 1993 - It's Goin' Down
- 2006 - Rizz-Wa-Faire